# Češka ženska košarkaška reprezentacija
Češka ženska košarkaška reprezentacija predstavlja državu Češku u međunarodnoj ženskoj košarci.

## Nastupi na velikim natjecanjima

### Olimpijske igre
- 2004.: 5. mjesto
- 2008.: 7. mjesto
- 2012.: 7. mjesto

### Svjetska prvenstva
- 2006.: 7. mjesto
- 2010.:  srebro
- 2014.: 9. mjesto

### Europska prvenstva
- 1995.: 7. mjesto
- 1997.: 9. mjesto
- 1999.: 5. mjesto
- 2001.: 9. mjesto
- 2003.:  srebro
- 2005.:  zlato
- 2007. 5. mjesto
- 2009.: 9. mjesto
- 2011.: 4. mjesto
- 2013.: 6. mjesto